# Tenebrosternarchus preto
Tenebrosternarchus preto — вид гімнотоподібних риб родини Apteronotidae. Описаний у 2007 році.

## Поширення
Вид поширений у верхньому басейні Амазонки на півночі Бразилії та північному сході Перу і в басейні Оріноко у Венесуелі. Живе у глибоких річках з повільною течією та каламутною водою. Трапляється на глибині до 14 м.

## Опис
Тіло завдовжки до 33 см, видовжене та стиснене з боків. Лоб випуклий, нахилений приблизно на 45°. Діаметр очей невеликий, менше 10 % довжини голови. Очі покриті тонким шаром шкіри. Луска на тілі велика і ромбоподібна, утворює 3-5 рядів над бічною лінією. Луски відсутні нижче бічної лінії і за потилицею. Забарвлення тіла від темно-коричневого до пурпурово-чорного. Довгий анальний плавець містить 189—210 м'яких променів. Грудні плавці широкі і загострені, з 12-14 променями. Хвіст часто відсутній або регенерується; в неушкодженому стані він стиснутий і короткий, з невеликим ланцетоподібним каудальним плавцем, що містить 13-20 променів.